# Wijk aan Zee en Duin
Wijk aan Zee en Duin est une ancienne commune néerlandaise de la province de la Hollande-Septentrionale.
La commune était composée des villages de Wijk aan Zee et Wijk aan Duin (aujourd'hui un quartier de Beverwijk. En 1840, la commune comptait 119 maisons et 680 habitants.
Le 1er mai 1936, la commune est supprimée et rattachée à Beverwijk.